# Colombey-les-Deux-Églises
Colombey-les-Deux-Églises é uma comuna francesa na região administrativa de Grande Leste, no departamento de Haute-Marne. Estende-se por uma área de 73,63 km². Em 2010 a comuna tinha 733 habitantes (densidade: 10 hab./km²).
Nesta comuna francesa viveu Charles de Gaulle com a sua família durante grande parte da sua vida. De Gaulle tinha uma casa de campo chamada La Boissière, que sofreu danos durante o Regime de Vichy e a ocupação alemã na Segunda Guerra Mundial. O general, ex-primeiro-ministro e ex-presidente francês, está sepultado junto à sua mulher Yvonne de Gaulle e à sua filha Anne no cemitério desta localidade.